# Râul Valea Albă, Abrud
Râul Valea Albă este un curs de apă, afluent al râului Abrud.